# فريدريش هيرمان غوستاف هيلدبراند
فريدريش هيرمان غوستاف هيلدبراند (بالألمانية: Friedrich Hermann Gustav Hildebrand) (و. 1835 – 1915 م) هو عالم نبات من ألمانيا . ولد في كشالين .
وهو عضو في الأكاديمية الألمانية للعلوم ليوبولدينا.
توفي في فرايبورغ .